# Joshua Suherman

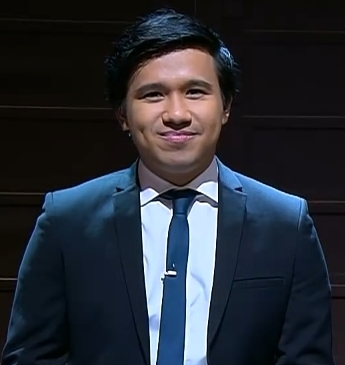
Joshua Suherman, 2017

Joshua Suherman (* 3. November 1992 in Surabaya) ist ein indonesischer Pop-Musiker und Sänger.

## Indonesische Hits
- Cit Cit Cuit
- Diobok-obok

## Filmografie
- "Abad 21" (1997)
- "Air Mata Ibu" (1998)
- "Natal Putih" (1998)
- "Anak Ajaib" (2000)
- "Joshua oh Joshua" (2001)
- "Inikah Rasanya" (2003)